# Bombus griseocollis
Bombus griseocollis là một loài Hymenoptera trong họ Apidae. Loài này được DeGeer mô tả khoa học năm 1773.

## Hình ảnh

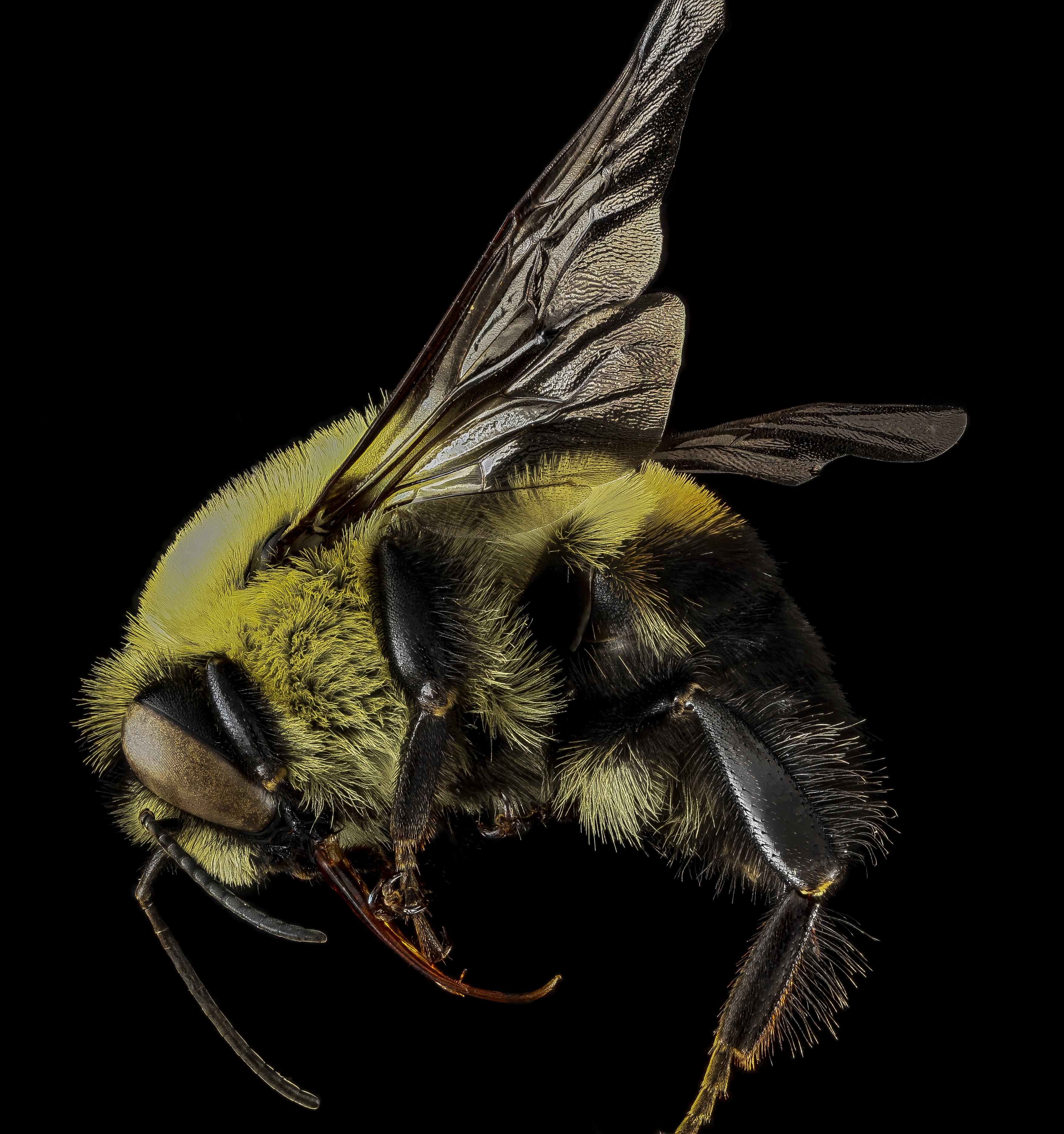
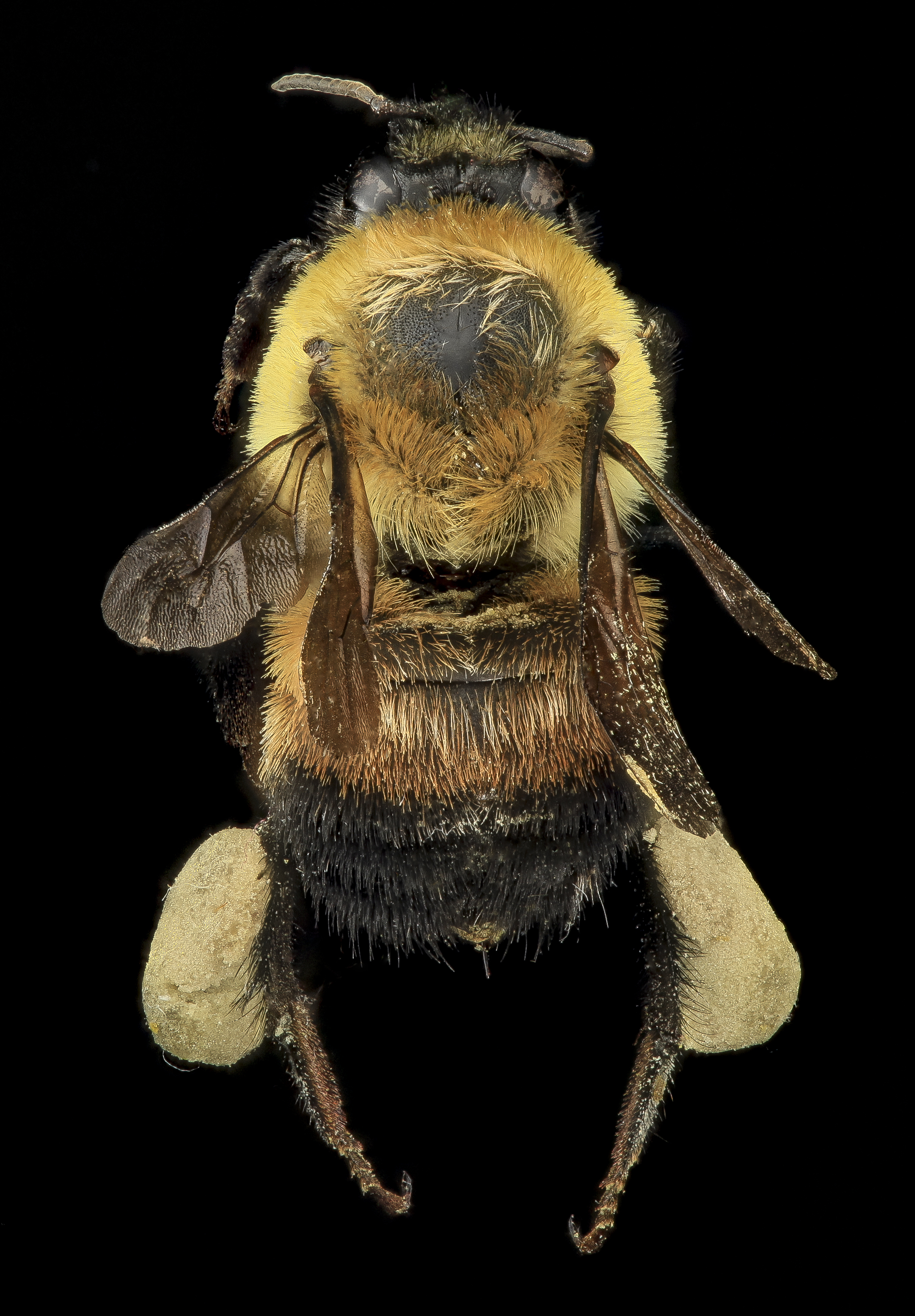
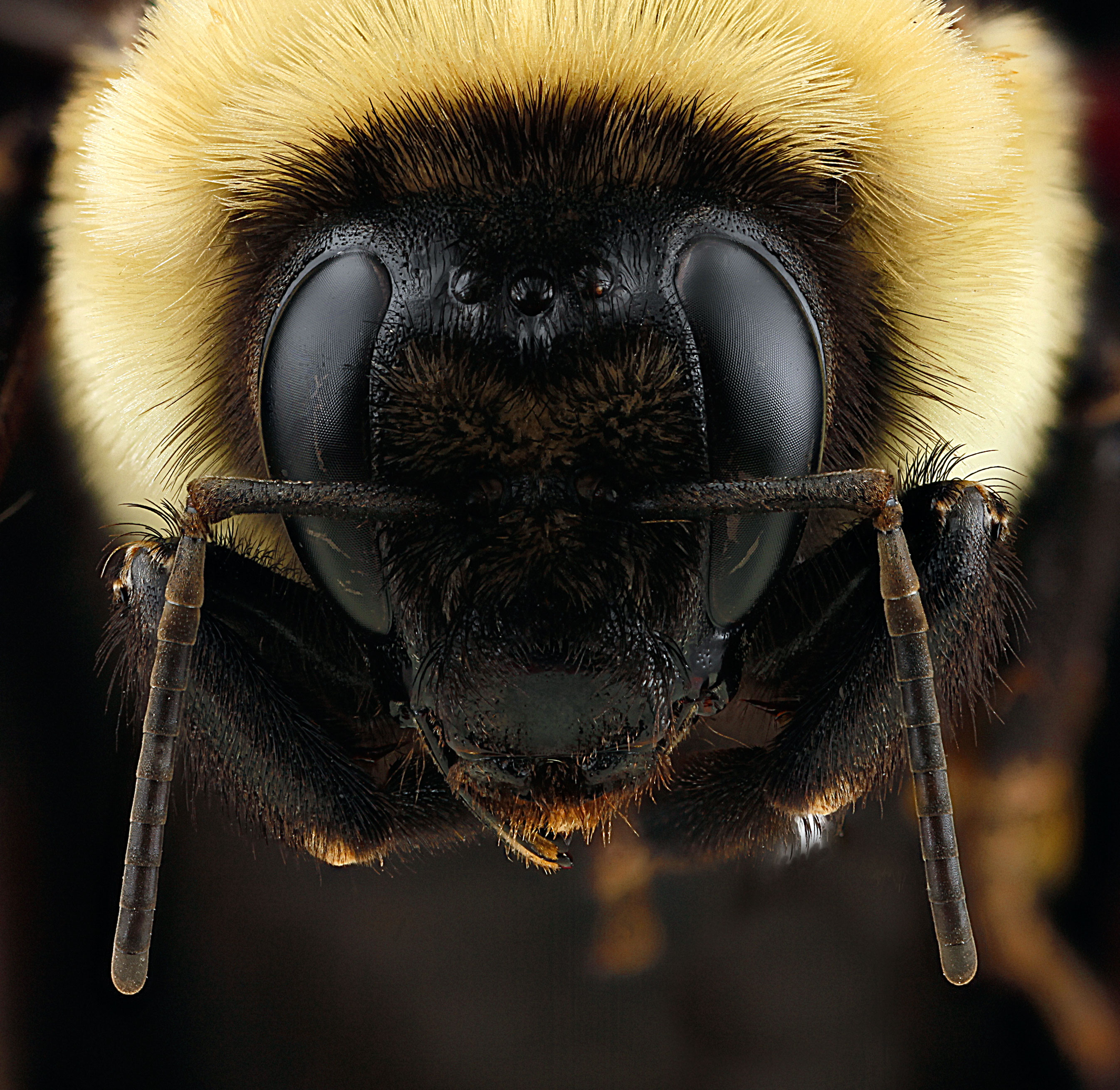
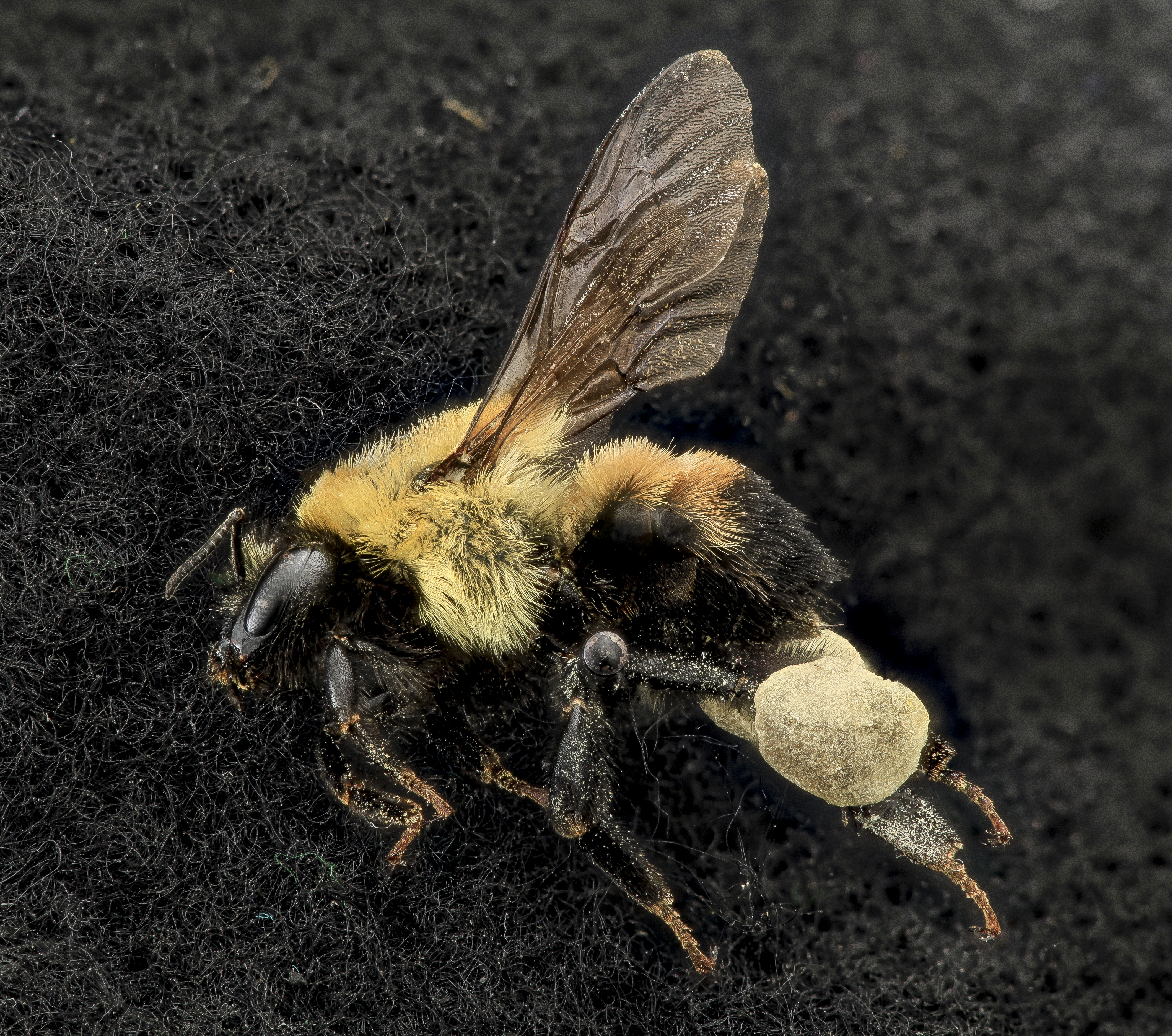